# Arpa llanera

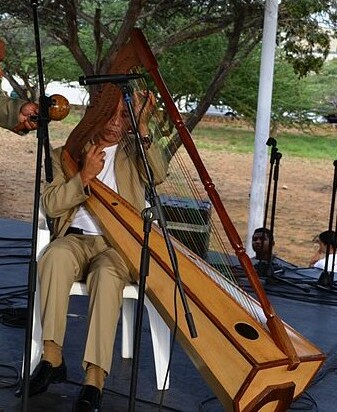
Musiker spielt eine Arpa llanera

Die Arpa llanera – Llanos-Harfe – ist eine Harfe mit diatonischen Saiten. Sie wird in Venezuela und Kolumbien gebaut und vor allem im Tiefland des Orinoko Flusses – in den sogenannten Llanos bei den Llaneros – gespielt.
Das Instrument ist durchschnittlich 160 cm hoch und hat in der Regel 32 Saiten, seltener auch 33. Die Seitenabstände betragen 1,4 cm und die Schallöffnungen befinden sich auf der Vorderseite des Instrumentes, auf dem Resonanzboden.
Das Instrument breitete sich Ende des 19. Jahrhunderts aus, gehört zum Standard-Ensemble der Llanos-Musik (Joropo) und erreichte in Venezuela speziell zwischen 1950 und 1980 hohe Popularität durch den Harfenspieler Juan Vicente Torrealba.